# Svatý Gorazd II.
Svatý Gorazd II., vlastním jménem Matěj Pavlík, (26. května 1879, Hrubá Vrbka – 4. září 1942, Praha) byl římskokatolický kněz, později biskup moravskoslezské diecéze Církve československé a následně biskup český a moravskoslezský Československé pravoslavné církve (v té době neautokefální v jurisdikci Srbské pravoslavné církve) a propagátor návratu k cyrilometodějské tradici. Za podíl na ukrývání parašutistů, kteří provedli atentát na R. Heydricha, byl zajat, mučen a popraven nacisty. Jako novomučedník byl místní pravoslavnou církví svatořečen 4. září–6. září 1987 v Olomouci.

## Život

### Dětství a mládí
Narodil se jako prostřední ze tří synů Jana Pavlíka a Anny, rozené Bělčíkové, v obci Hrubá Vrbka na Hodonínsku (moravském Slovácku), kde existovala silná protestantská tradice. Navštěvoval katolickou obecnou školu a později i školu evangelickou. Dále studoval v katolickém arcibiskupském konviktu v Kroměříži (dnes Arcibiskupské gymnázium) a poté na Státním německém gymnáziu. V letech 1898–1902 navštěvoval bohosloveckou fakultu v Olomouci. V roce 1900 navštívil Kyjev, aby se seznámil s názory pravoslavných duchovních a informoval je o cyrilometodějských snahách bohoslovců na Moravě. Po návratu se věnoval studiu životů svatého Cyrila a Metoděje i jejich žáků, mezi nimi i Gorazda (jehož jméno později přijal při svěcení na biskupa 25. září 1921 v Bělehradě).

### Katolická duchovní činnost
Po vysvěcení 5. července 1902 nastoupil kněžskou službu v Karlovicích na Bruntálsku a Brumovicích na Opavsku. Žádal o povolení dalšího studia na Vídeňské univerzitě, ale jeho žádost byla olomouckým arcibiskupem Theodorem Kohnem zamítnuta, patrně proto, že se hlásil k hnutí Katolické moderny. Rovněž studoval psychologii a psychiatrii a vykonával pastoraci v kostele svatého Cyrila a Metoděje v ústavu pro choromyslné v Kroměříži (1906–1920). Za první světové války, kdy ústav částečně sloužil jako lazaret, zde vykonával i funkci vojenského kuráta. Za svou práci obdržel od olomouckého arcibiskupa v roce 1914 církevní vyznamenání.

### Reformní snahy a rozchod s katolickou církví
Kvůli jejímu postoji v době války se rozešel s Katolickou stranou národní na Moravě, v níž dříve působil jako osobní tajemník poslance A. C. Stojana. Stal se členem České státoprávní demokracie a zapojil se do reformního hnutí katolického duchovenstva. V roce 1917 založil v Olomouci soukromý časopis Právo národa. V jeho programu byl mimo jiné požadavek zavedení českého a slovenského bohoslužebného jazyka, zřízení československého patriarchátu, svobody náboženství pro všechny a odstranění nuceného celibátu katolických kněží. Tento program byl Římem odmítnut, načež došlo v československé římskokatolické církvi k rozkolu a v roce 1920 vznikla samostatná československá církev husitská. V té době bojoval Gorazd se závažnou oční chorobou, v jejíž důsledku mu hrozilo oslepnutí, proto stál mimo hlavní dění. S ideami nově vzniklé církve pod vedením Karla Farského se zcela neztotožňoval, avšak podporoval myšlenku české liturgie a sám sloužil v Kroměříži na náměstí první českou bohoslužbu. Jeho nesouhlasné postoje vůči Římu se radikalizovaly. Dne 3. září 1920 byl z katolické církve exkomunikován.

### Cesta k pravoslaví

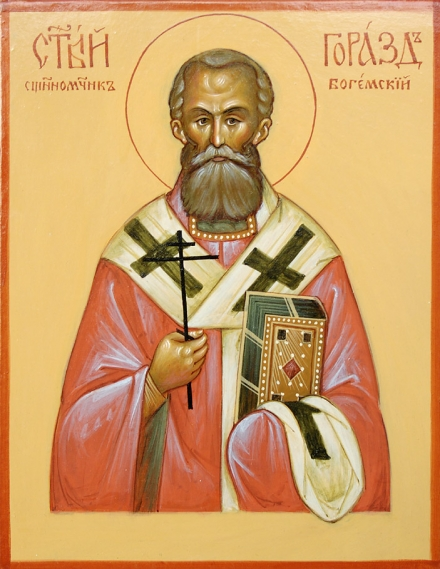
Ikona. Hieromučedník Gorazd Český, Zakarpatí, 2012

Na požádání ústřední rady vypracoval v lednu 1921 pro novou Církev československou ideové směrnice, které považoval za prozatímní. Přál si totiž, aby církev přijala nicejsko-konstantinopolské vyznání a spojila se s pravoslavnou církví. V dubnu 1921 byl zvolen biskupským administrátorem pro Moravu a Slezsko. V té době se po mnohaměsíčním rozhodování veřejně vyslovil pro pravoslavnou orientaci a pravoslaví označil za „nejplodnější formu křesťanství po stránce náboženské i národní“.
Dne 21. září 1921 byl v srbském pravoslavném klášteře Krušedol tonzurován monachem. Přijal mnišské jméno Gorazd, na počest sv. Gorazda, jednoho ze sv. Sedmipočetníků. Dne 22. září byl v klášteře Grgeteg povýšen do hodnosti igumena a téhož dne večer v klášteře Novo-Hopovo povýšen do hodnosti archimandrity.
Dne 24. září 1921 byl v chrámu sv. Michaela Archanděla v Bělehradě oficiálně jmenován biskupem českým a moravskoslezským a 25. září 1921 proběhla v témže chrámě jeho biskupská chirotonie. Světiteli byli patriarcha srbský Dimitrij (Pavlovič), metropolita kyjevsko-galicijský Antonij (Chrapovickij), metropolita skopijský Varnava (Rosić), biskup nišský Dositej (Vasić) a biskup bitolský Josif (Cvijović).
V době jeho pobytu v Srbsku se vyostřil konflikt mezi liberálním proudem v československé církvi, vedeným ThDr. Karlem Farským, a pravoslavným křídlem, v jehož čele stál Gorazd. Kromě toho v téže době vystoupili proti pravoslaví římští katolíci, protestanti a socialistické politické strany spolu s Čs. stranou lidovou. Vláda ČSR mu neudělila státní souhlas s výkonem biskupské funkce a uznala jej pouze za správce eparchie.
V červenci 1922 byl vyslán na misijní cestu do Spojených států šířit pravoslaví mezi místními Čechoslováky. V říjnu a listopadu 1922 založil sedm církevních obcí mezi slovenskými přistěhovalci. Situace doma byla však natolik vážná, že musel misijní práci v Americe opustit. V dubnu 1923 ho Ústřední rada Církve československé vyzvala, aby církev opustil i se svými stoupenci. 21. června 1924 z Církve československé vystoupil. Nepřijal nabídku vrátit se do řad římskokatolické církve a spolu s mnoha stoupenci pokračoval v misijní činnosti a organizování samostatných církevních obcí na Moravě, například v Olomouci, Přerově, Štěpánově, Brně, Bílé Lhotě, Dolních Kounicích, Vilémově a Chudobíně (dnes součást Litovle). Přistoupili k již existující České náboženské obci pravoslavné v Praze a biskup Gorazd se dohodl na spolupráci se Srbskou církví. V září 1924 vyslal do Srbska první studenty bohosloví. V listopadu 1925 byl Gorazd na sjezdu v České Třebové zvolen za správce České náboženské obce pravoslavné. Konsolidace pravoslaví byla pod jeho vedením úspěšně završena v roce 1929. Po schválení církevní ústavy státem i Srbskou pravoslavnou církví byla ustavena Česká pravoslavná eparchie sídlící v Praze a působící pod srbskou jurisdikcí.
Mezi lety 1928 a 1942 bylo díky jeho úsilí postaveno 14 chrámů. Gorazdův plán vybudovat v Československu pravoslavný monastýr však nebyl uskutečněn. V roce 1936 působil misijně v pravoslavném chrámu svatého Cyrila a Metoděje v Praze. Sloužil zde bohoslužby, učil zpěv a liturgiku. Ideově se ve svém díle obnovitele pravoslaví u nás obracel především k čistotě prvotního křesťanství a k cyrilometodějství, na něž se stále odkazoval. Českou pravoslavnou církev viděl a představoval jako jedinou právoplatnou nástupkyni církve založené sv. Cyrilem a Metodějem na území Velké Moravy. Významným dílem na poli liturgickém bylo sestavení Lidového sborníku modliteb a bohoslužebných zpěvů pravoslavné církve a snaha o zavedení jednotného výkonu bohoslužeb.

### Nacistická okupace a smrt

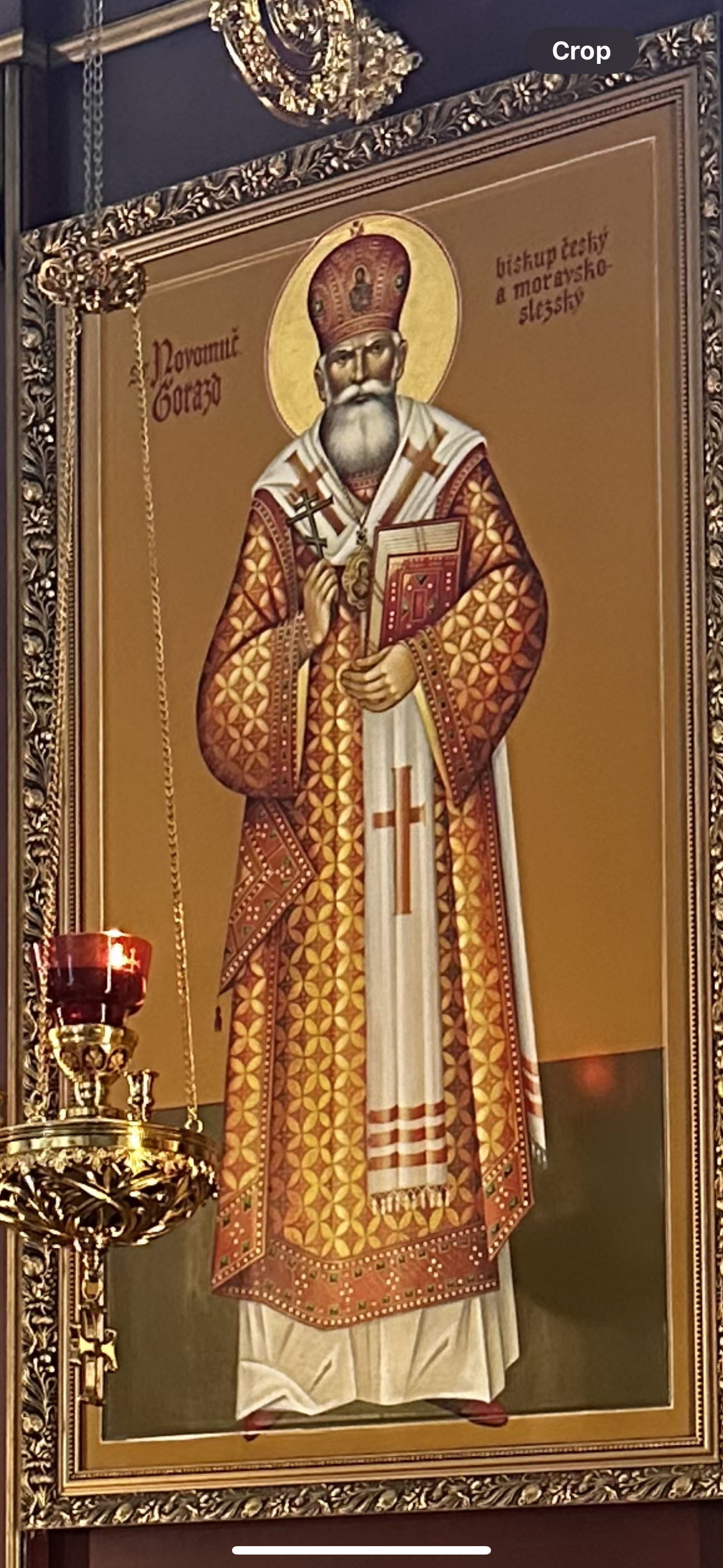
Ikona svatého biskupa v pražské katedrále

Hitlerovská okupace do značné míry omezila jeho práci pro církevní obec. 28. října 1938 v reakci na Mnichovskou dohodu zaslal protestní prohlášení všem nejvyšším představitelům východní církve, ve kterém obhajuje právo Československa na existenci. Po 15. březnu 1939 vyzýval pravoslavné věřící k ještě větší semknutosti a pospolitosti. Po provedení atentátu na Heydricha 27. května 1942 poskytla pravoslavná církev výsadkářům úkryt v chrámu sv. Cyrila a Metoděje v Resslově ulici na Novém Městě v Praze. Azyl v kryptě chrámu jim nabídl pravoslavný věřící Jan Sonnevend se souhlasem kaplana ThDr. Vladimíra Petřka, který o situaci uvědomil děkana Václava Čikla a kostelníka Václava Ornesta. Vladyka Gorazd se o úkrytu parašutistů dozvěděl až v den vyhlazení Lidic (10.6.1942), večer 11. června 1942, kdy mu Jan Sonnevend oznámil, že se v chrámu skrývá sedm výsadkářů, mezi nimi atentátníci Jan Kubiš, Jozef Gabčík a Josef Valčík (a též jejich velitel, nadporučík Adolf Opálka).
Okamžitě se sešel s Petřkem a Čiklem a nabádal je k co nejrychlejšímu převezení parašutistů na jiné místo. Na druhý den odjel na čtyřdenní cestu do Berlína, kde se měl zúčastnit intronizace ruského biskupa. I po jeho návratu však byli výsadkáři dosud v chrámu. Dne 18. června 1942 měli být odvezeni na bezpečné místo, avšak tou dobou byl už jejich úkryt prozrazen. Téhož dne nad ránem byl vydán rozkaz obklíčit chrám strážným praporem SS Prag. Po sedmihodinovém boji, do nějž Němci nasadili přes 800 vojáků, zemřeli všichni členové výsadků vlastní rukou či podlehli těžkým zraněním (Jan Kubiš).
Biskup Gorazd byl tou dobou v Plzni. Když se o událostech dozvěděl, přijel do Prahy. Na svobodě zůstal ještě týden. Pobýval v Horních Počernicích v Pražské ulici čp. 201 (dnes Náchodská 382/171, Praha 20 - Horní Počernice, sídlo Farního úřadu Církve čsl. husitské) ve vile svého jihoslovanského přítele Milivoje Cvrčanina, delegáta pravoslavné církve srbské. (Cvrčanin se svou rodinou odešel na počátku okupace do tehdy neobsazené Jugoslávie a svou vilu nechal Gorazdovi k dispozici). Přes den se zdržoval v Praze Bubenči u bratra Josefa Šembery nebo u Ing. F. Lva nebo u jednoho bratra v Břevnově, kde vyřizoval korespondenci.
Ve čtvrtek 25. června 1942 byl v 5 hodin ráno ve vile v Horních Počernicích zatčen a převezen do Petschkova paláce. Přelíčení s vladykou Gorazdem a dalšími věřícími proběhlo odpoledne 3. září 1942. Byl nad nimi vynesen rozsudek trestu smrti zastřelením za „ukrývání vrahů SS Oberstgruppenführera R. Heydricha a dalších pěti padákových agentů“. Dne 4. září 1942 ve 14.35 byl zastřelen na Kobyliské střelnici spolu s Janem Sonnevendem a Václavem Čiklem. Stejný osud čekal o den později i Vladimíra Petřka.
Dne 27. září 1942 byla „Českopravoslavná obec srbské a cařihradské jurisdikce v Protektorátu Čechy a Morava“ rozpuštěna, majetek církevních obcí zkonfiskován, byly zapečetěny chrámy a zakázány bohoslužby. Všichni duchovní této církve byli deportováni na nucené práce do Německa. Popraveno bylo dvanáct představitelů Pravoslavné církevní obce v Praze 2. Tím skončilo jednadvacetileté období Gorazdovy mise, stejně dlouhé jako působení svatých Cyrila a Metoděje na Velké Moravě.

## Svatořečení
Ačkoli jej Srbská pravoslavná církev uctívala jako mučedníka a svatého již dlouhou dobu, jeho svatořečení v Československu, za které se zasadil také o. ThDr. Jaroslav Šuvarský, proběhlo až 4.–6. září 1987 v olomouckém chrámu sv. Gorazda I. Kanonizačnímu obřadu předcházela pouť do jeho rodné Hrubé Vrbky a do Mikulčic. Jelikož jeho tělo bylo po popravě spáleno, církev nemá k dispozici ostatky svého novomučedníka. V pražském chrámu sv. Cyrila a Metoděje se jako relikvie uchovávají jeho bohoslužebná roucha.
Dne 8. února 2020 byli v chrámu sv. Cyrila a Metoděje v Praze svatořečení další čeští novomučedníci z období nacismu.

## Odkaz
V říjnu 1945 byl vladyka Gorazd z pověření prezidenta republiky vyznamenán in memoriam Československým válečným křížem 1939.
V roce 1995 byl na počest hrdinů heydrichiády, výsadkářů i sv. biskupa Gorazda otevřen pod chrámem sv. Cyrila a Metoděje v Resslově ulici Národní památník hrdinů heydrichiády – místo smíření. V jeho rodné Hrubé Vrbce existuje malý Monastýr svatého Gorazda a ve Vilémově ženský monastýr Zesnutí přesvaté Bohorodice. Dne 28. října 1997 mu byl in memoriam propůjčen prezidentem republiky Řád Tomáše Garrigua Masaryka I. třídy za vynikající zásluhy o demokracii a lidská práva. Gorazdova ulice v Praze je kolmá k ulici Resslově a byla přejmenována roku 1948 ze severní části ulice Podskalské. V Brně v Gorazdově ulici č. 5 stojí pravoslavný chrám sv. Václava), další ulice jsou v Moravské Třebové, ve Starém městě u Uherského Hradiště a v Třebíči (Gorazdovo nám.)

In memoriam
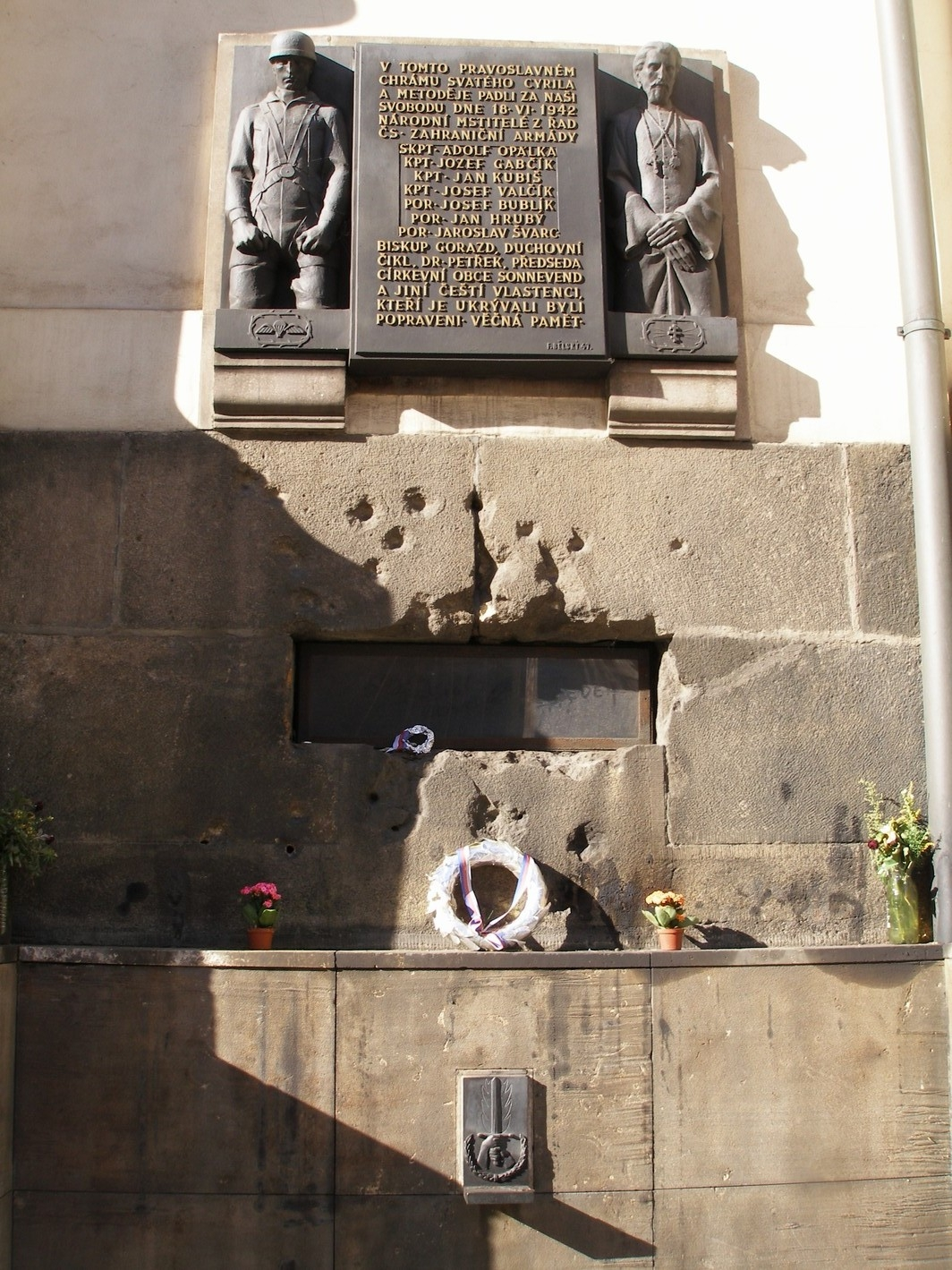
Gorazdovo jméno je uvedeno mezi ostatními oběťmi na pamětní desce na zdi chrámu sv. Cyrila a Metoděje, kde se parašutisté ukrývali.
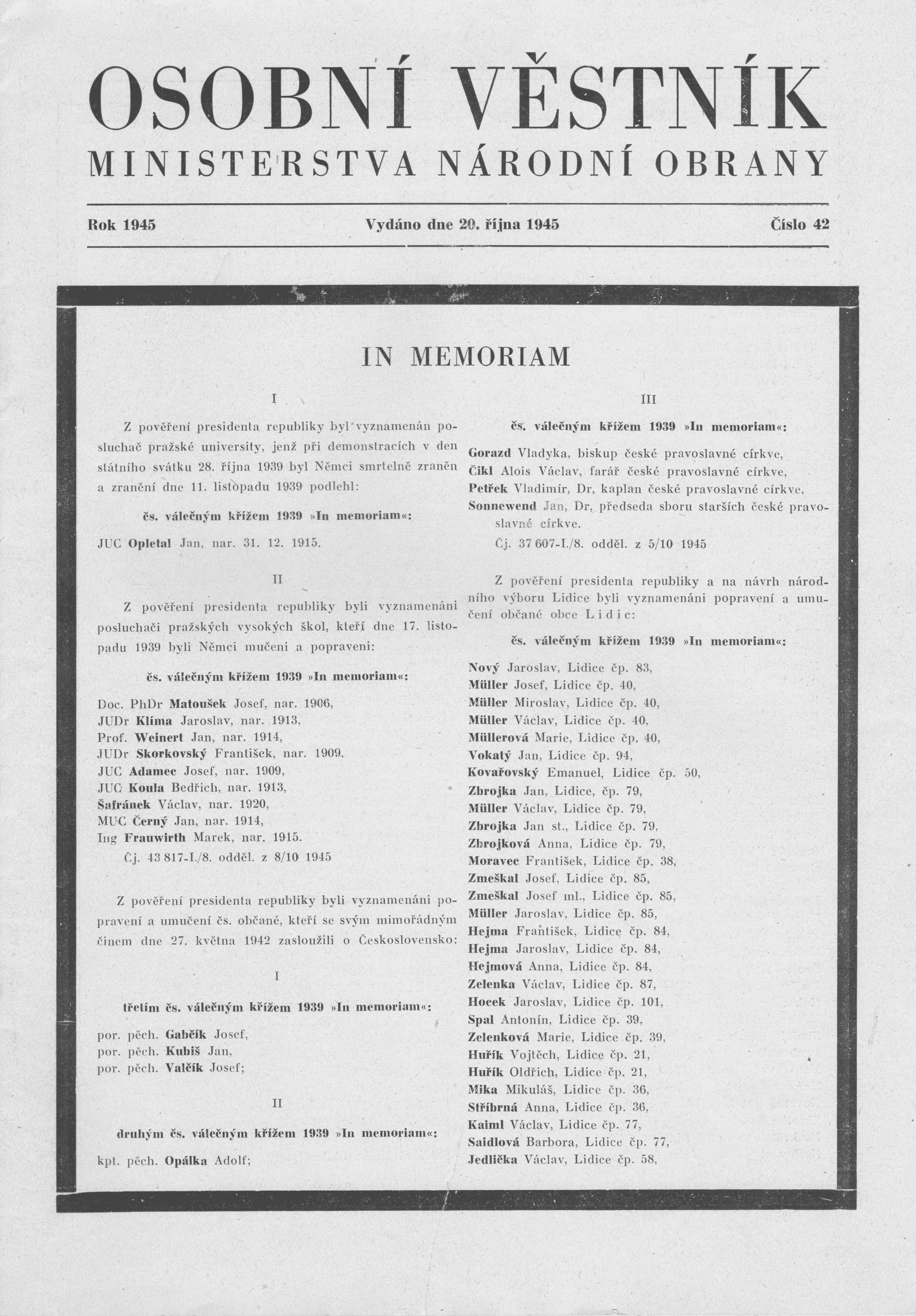
Osobní věstník MNO číslo 42 ze dne 20. října 1945 - titulní strana: udělení Československého válečného kříže 1939-1945.
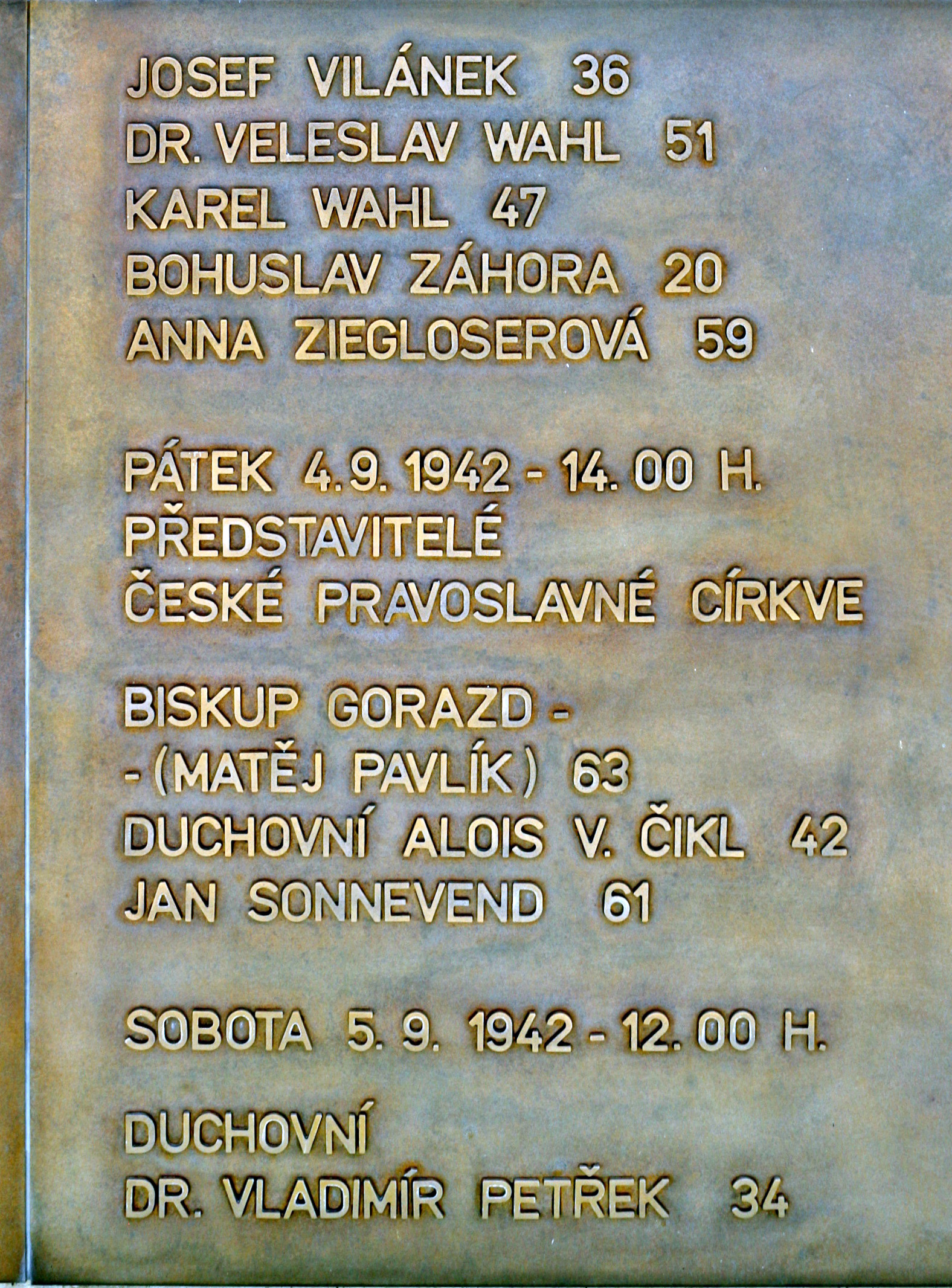
Jména zástupců Čs. pravoslavné církve popravených na Kobyliské střelnici za ukrývání parašutistů po atentátu na Heydricha.
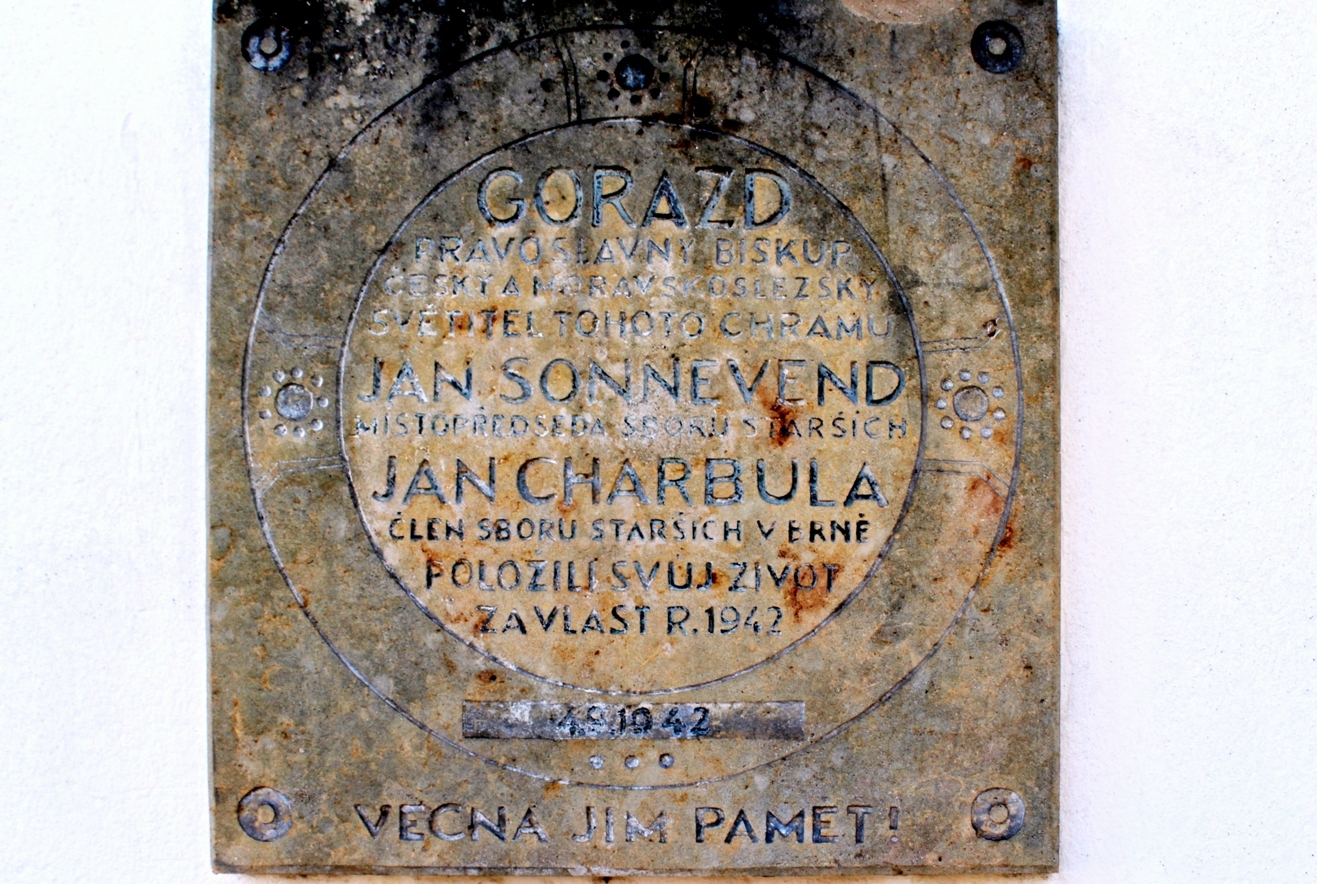
Pamětní deska svatého Gorazda II., svatého Jana Sonnevenda a svatého Jana Charbuly na chrámu svatého Václava v Brně.
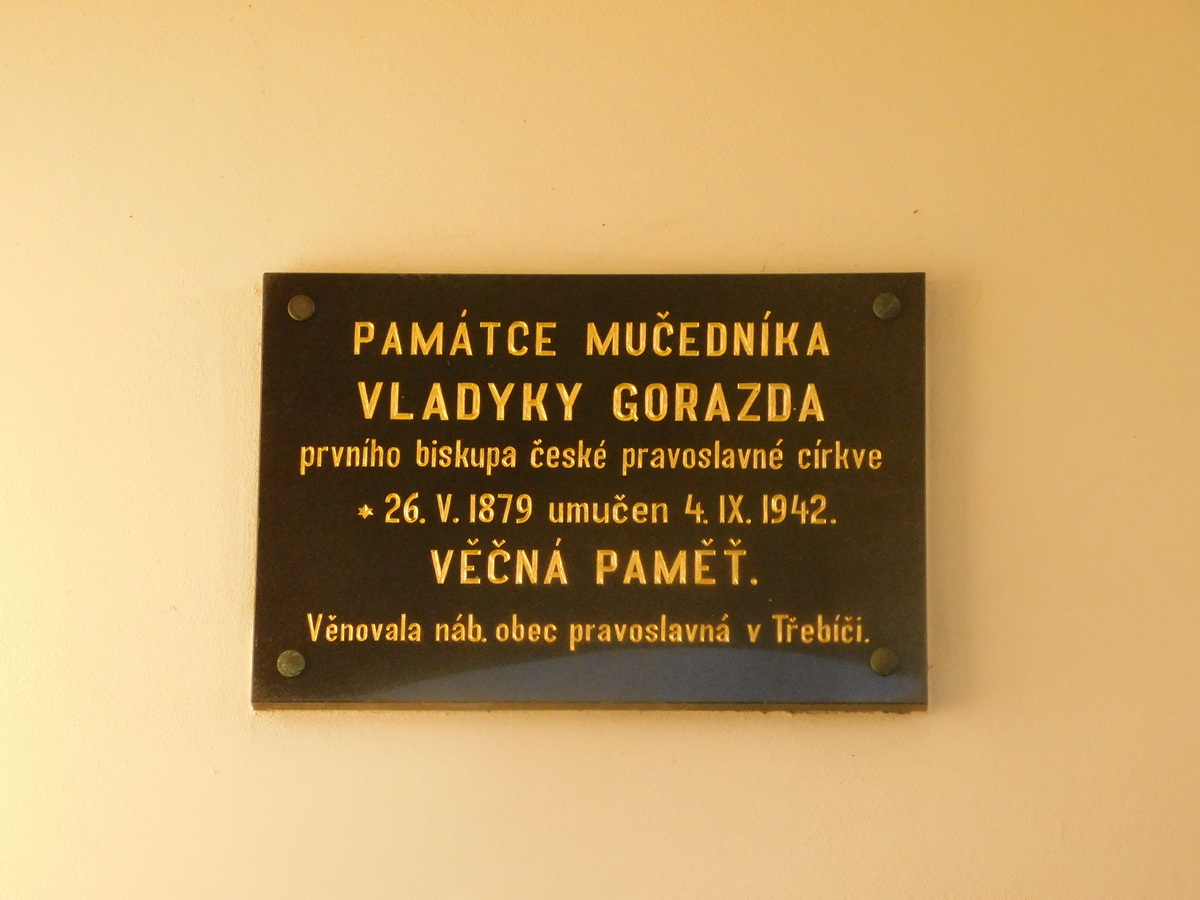
Pamětní deska svatého mučedníka vladyky Gorazda na chrámu svatých Václava a Ludmily v Třebíči.
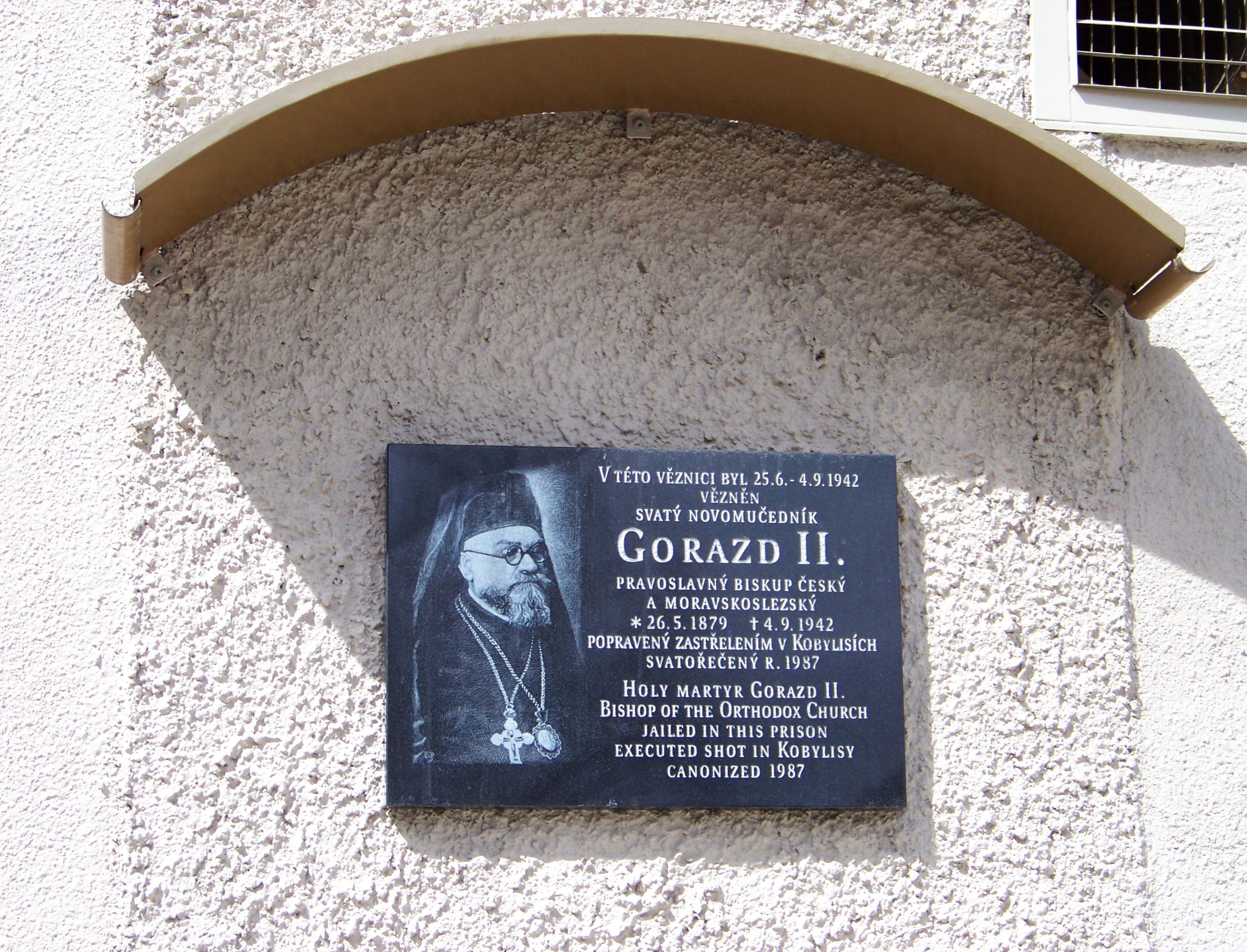
Pamětní deska svatého Gorazda II. na zdi Pankrácké věznice v Praze, kde byl vězněn.
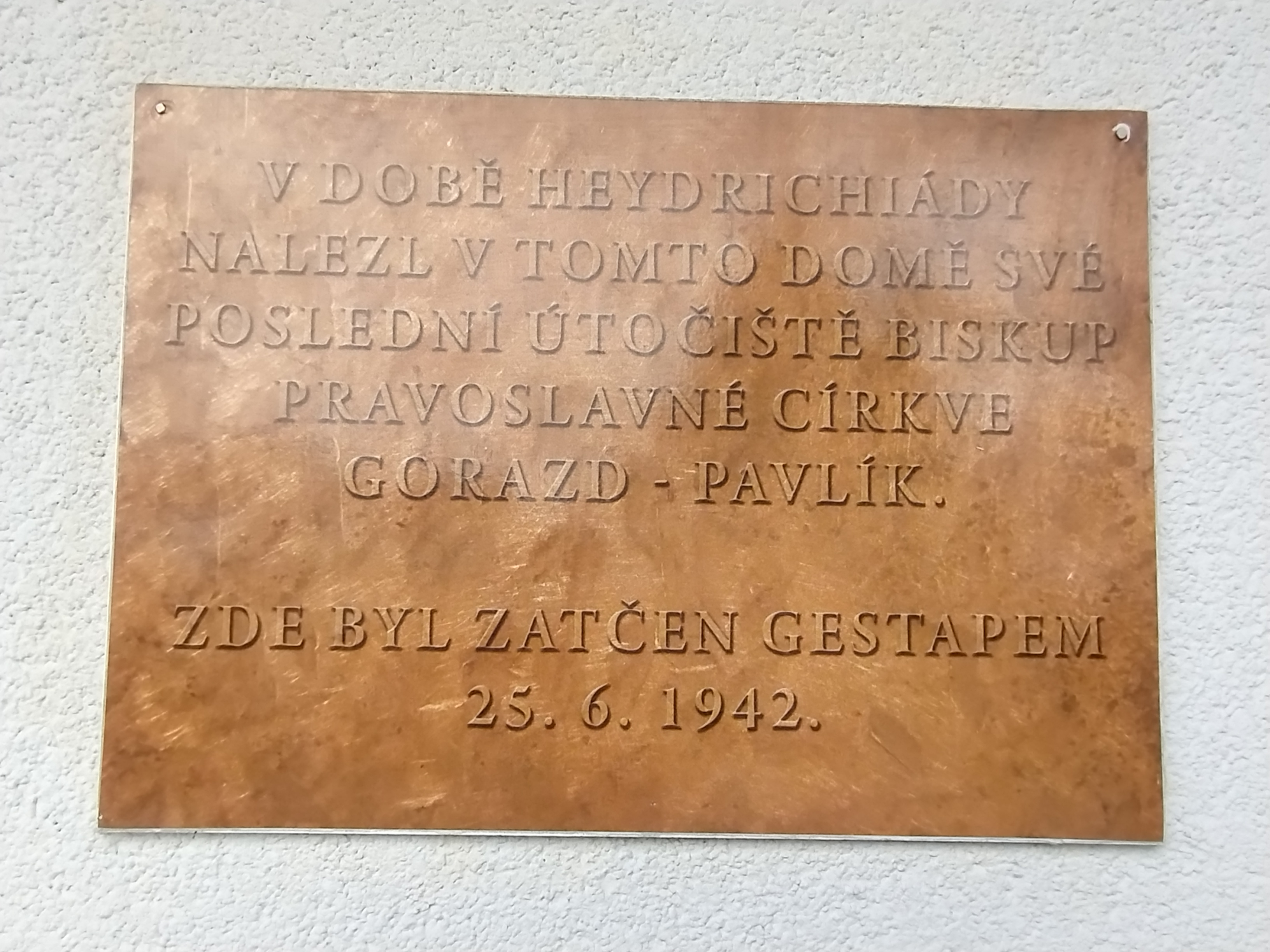
Pamětní deska na domě, kde byl zatčen - Náchodská 382/171, Praha - Horní Počernice (dnes sídlo Církve čs. husitské)
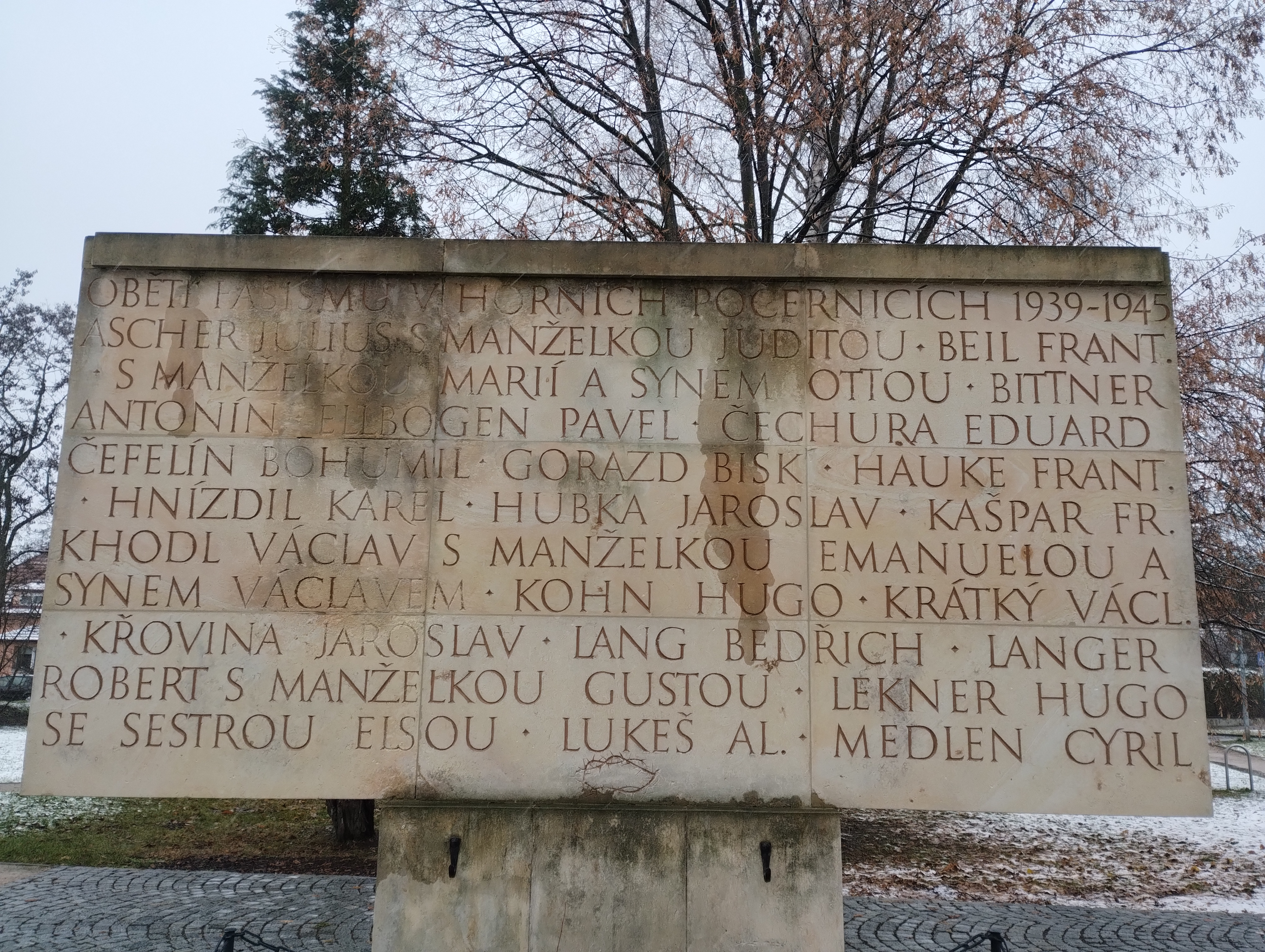
Pomník obětem 2. sv. války v Praze - Horních Počernicích (v parčíku v ulici Ratibořická / Chvalkovická) se jménem biskupa Gorazda
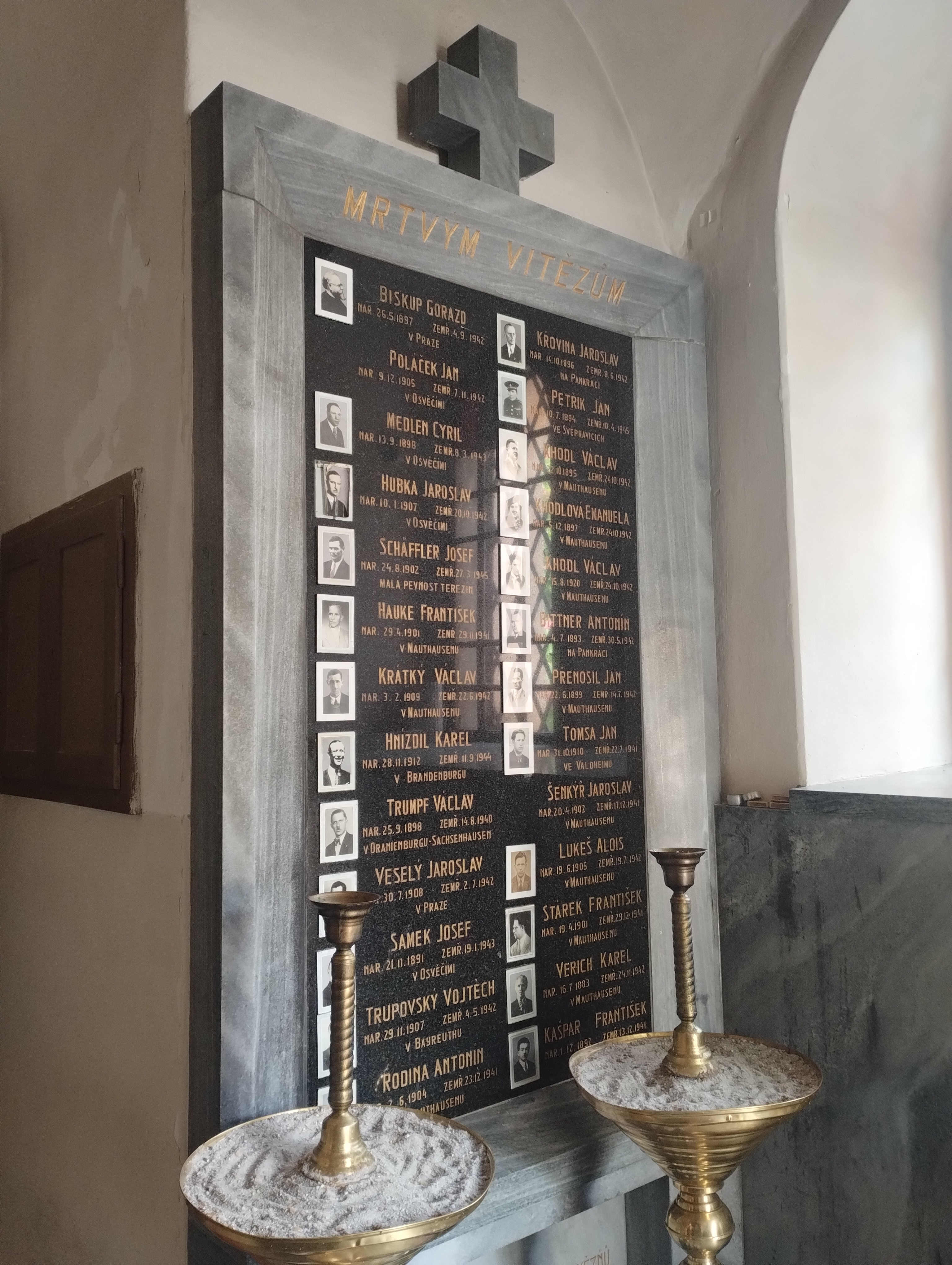
Pamětní deska obětem 2. světové války se jménem biskupa Gorazda v kostele svaté Ludmily ve Chvalech v Horních Počernicích
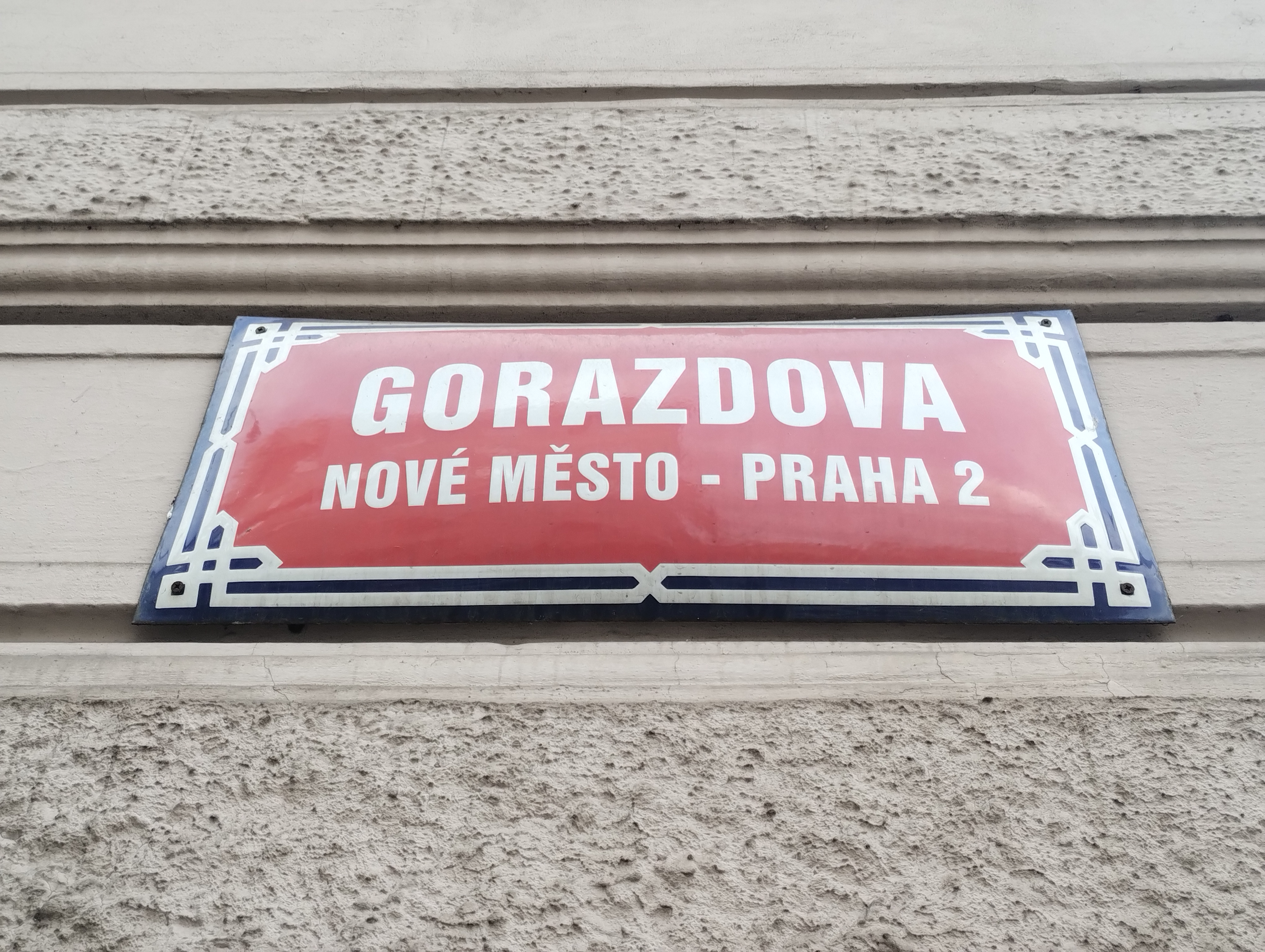
Gorazdova ulice v Praze 2

## Dílo
- Otázka kostelů, 1922
- O úkolech a orientaci církve československé, 1922
- O krizi v církvi československé
- Otázka pravoslavné církve v Československu
- Přítel dítek
- Lidový sborník modliteb a bohoslužebních zpěvů pravoslavné církve, 1933–34
- Ústava České pravoslavné církve, 1930
- Trebnik – Rukověť posvátných obřadů církve pravoslavné zkrácený pro misijní účely, 1931
- Pamětní spis o právním postavení pravoslavné církve v Republice československé, 1932
- Život Cyrila a Metoděje, 1936, (pseudonym P. Malý)[9]
- Osnova pro vyučování pravoslavného náboženství, 1937
- Pravoslavný katechismus, 1940[10]
- Pravidla pro duchovní osoby české pravoslavné eparchie, 1941
- O život národa, nedokončeno
- Průvodce po katedrálním chrámu sv. Gorazda v Olomouci, 1940